# جشنواره سینمایی بوگوتا
جشنواره سینمایی بوگوتا (اسپانیایی: Festival de Cine de Bogotá‎) نام یک جشنوارهٔ سینمایی در کشور کلمبیا که همه‌ساله در شهر بوگوتا برگزار می‌شود و جوایزی به فیلم‌های گوناگون، از سرتاسر جهان اعطا می‌کند.
این جایزهٔ سینمایی در سال ۱۹۸۴ میلادی بنیان نهاده شد. بیشتر فیلم‌های به نمایش درآمده به زبان اسپانیایی و تعداد بسیار اندکی به زبان انگلیسی هستند. این رویداد، ویترین مهمی برای سینمای مستقل است و بیست و ششمین دوره آن در سال ۲۰۰۹ با نمایش ۱۲۰ فیلم از ۳۲ کشور برگزار شد.